# Folgueroles
Folgueroles és un municipi de la comarca d'Osona, lloc de naixement de mossèn Cinto Verdaguer. Està situat al centre-est de la regió de l'Alt Ter. Els d'interès més destacables són l'església romànica de Santa Maria i la Casa Museu Verdaguer.

## Història
Les primeres empremtes humanes daten del període calcolític o eneolític (2100 – 1500 aC), també conegut com a edat de bronze inicial. Un notable testimoni de la seva presència es troba al turó de Sant Jordi, on s'ubica el dolmen de Puigseslloses, enterrament en sepulcre megalític. No és en va que just al seu costat, l'any 1477 s'hi edifiqués la capella de Sant Jordi, reformada i ampliada el 1833.
Del període protohistòric, s'han excavat les restes del poblat fortificat del Casol de Puigcastellet, construïda i habitada pels ausetans (poble ibèric) durant el segle iii aC situat en els primers turons que marquen el límit entre la Plana i les Guilleries (sobre el Mas d'en Coll). La fortalesa està formada per un gran pany de muralla de 64 metres de llargada i 3 d'amplada construïda en pedra seca. A la part massissa s'hi adossa una torre quadrangular, en talús.
El terme fou repoblat durant l'alta edat mitjana entorn de l'església de Sta. Maria (documentada ja des del 967). El segle xv es constituí en una petita batllia i quadra autònoma. El nucli del poble es va formar a partir de la fi del segle xvi dins de la sagrera. Durant el segle xviii es van crear els barris de la Ricardera i el carrer de la Font.

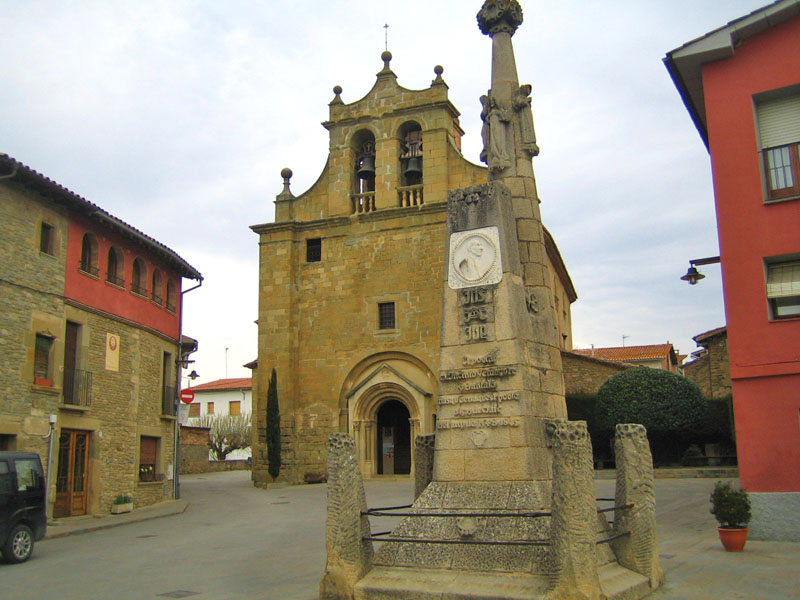
Església i monument a Jacint Verdaguer en primer pla, obra de Josep Maria Pericas

Fill il·lustre de Folgueroles és mossèn Cinto Verdaguer (1845 – 1902), poeta i avantguardista del catalanisme. La seva presència es respira arreu del poble i del seu entorn a través de làpides amb fragments de poesies, monuments com el pedró, la casa-museu, el jardí del poeta situat a la Damunt, i els monòlits que marquen la ruta verdagueriana.
L'activitat principal dels seus habitants sempre ha estat relacionada amb les tasques agrícoles. Durant l'edat moderna i fins al segle xix, aquesta estava complementada per indústria tèxtil, rural i domèstica (putting-out). També destaca, per la seva importància i difusió, l'ofici de picapedrer sorgit arran de les abundants pedreres de gres tou, material molt apreciat en la construcció per la seva docilitat i emprat en bona part dels edificis i escultures de la comarca.

## Etimologia
El nom de Folgueroles és una variant de falgueroles, diminutiu de falgueres. En la forma oficial s'ha mantingut el radical del nom en la varietat antiga (Folg-), però en la pronúncia local és normal sentir a dir "fugaróles" (oït a Vic, Casac. 1920) on es dona una reducció que també es troba en "Fogars". Històricament s'ha escrit amb diverses variants: Felgeirolas (898 i 908), Felcarioles (899), Feleceroles (915), Felgaroles (930), Felgarolis (1067), Folguerolis (segle xii), Ste.Marie de Folgeroles, Falgeroles (principi segle xiii), Folguiroles (1330), Folgaroles (1359).

## Ubicació
El terme municipal de Folgueroles (10,99 km², 1.500 habitants i 552 m d'altitud) a la comarca d'Osona (Barcelona), es troba a l'extrem est de la plana de Vic, a l'inici de les Guilleries. Té el veïnatge dels termes de Tavèrnoles i Gurb (N), Sant Sadurní d'Osormort (E), Calldetenes i Sant Julià de Vilatorta (S), i Vic (O) a 5 km de distància, 37 km de Ripoll, 60 km de Girona i 75 km de Barcelona.

## Geografia i història natural
- Llista de topònims de Folgueroles (Orografia: muntanyes, serres, collades, indrets..; hidrografia: rius, fonts...; edificis: cases, masies, esglésies, etc).

El petit municipi de Folgueroles es troba en una raconada de la Plana. A la vora de Vic (i les principals vies de comunicació) i alhora allunyada del brogit del món urbà, el seu paisatge presenta una gran varietat de matisos. Pel seu cantó de ponent, el relleu és suau i esquitxat de masies (destaquen Pou de Vida, el Prat, el Raurell, Puigsec, Palou, Puigseslloses, Focs, el Pou, el Godaiol i al bell mig del poble la Sala) i camps de conreu de secà. Solament el trenquen alguns petits turons de marges grisoblaboses de l'eocè mitjà com el de Puigseslloses o Sant Jordi (531 m) i el turó de les Mentides (525 m). En canvi, pel cantó de llevant (en la línia imaginària formada pels masos de can Garbells, l'Arumí, i Mas d'en Coll), el relleu és abrupte, amb barrancs i fondalades (per on discorren torrents com els de Folgueroles, Lledoner, de Pi i les Vall), i cobert de vegetació. Aquí, la presència humana com a element transformador del paisatge és pràcticament inexistent. Solament a les artigues abandonades la flora natural ha estat substituïda per pins pinyers (Pinus pinea) o pinastres (Pinus pinaster). La vegetació és abundant i rica en varietat.
El sotabosc és de boixos, arboç, ginestars i brucs. A la vora dels torrents s'hi pot veure algun trèmol, vern i tortellatge. A les latituds mitjanes hi predomina el bosc d'alzina muntanyenca, esquitxat de rouredes, avellanoses, tremolades i vernedes, hi és omnipresent el roure martinenc (Quercus pubescens) i el roure de fulla gran (Quercus petraea).
El règim de pluviositat correspon al d'un país mediterrani. La mitjana anual és de 650 a 700 mm repartits de manera irregular al llarg de l'any. Plou sobretot a la primavera (mesos de maig i juny) i a la tardor (mesos de setembre i octubre). Per contra els mesos més secs són els d'hivern (gener i febrer) i els d'estiu (juliol i agost), si bé els estius són més plujosos que a la costa.
Com exemplifiquen les dites populars la pluja la porten els vents de llevant, per contra, els de ponent són secs ("quan les boires de ponent van a llevant hi van rient i se'n tornen plorant").

## Demografia
| 1497 f | 1515 f | 1553 f | 1717 | 1787 | 1857 | 1877 | 1887 | 1900 | 1910 |
| ------ | ------ | ------ | ---- | ---- | ---- | ---- | ---- | ---- | ---- |
| 19     | 18     | 18     | 301  | 567  | 960  | 936  | 709  | 735  | 751  |

| 1920 | 1930 | 1940 | 1950 | 1960 | 1970 | 1981  | 1990  | 1992  | 1994  |
| ---- | ---- | ---- | ---- | ---- | ---- | ----- | ----- | ----- | ----- |
| 837  | 996  | 964  | 918  | 980  | 977  | 1.010 | 1.115 | 1.167 | 1.167 |

| 1996  | 1998  | 2000  | 2002  | 2004  | 2006  | 2008  | 2010  | 2012  | 2014  |
| ----- | ----- | ----- | ----- | ----- | ----- | ----- | ----- | ----- | ----- |
| 1.322 | 1.404 | 1.598 | 1.724 | 1.833 | 1.983 | 2.154 | 2.216 | 2.230 | 2.259 |

| 2016  | 2018  | 2020  | 2022  | 2024  | 2026 | 2028 | 2030 | 2032 | 2034 |
| ----- | ----- | ----- | ----- | ----- | ---- | ---- | ---- | ---- | ---- |
| 2.298 | 2.276 | 2.265 | 2.254 | 2.263 | -    | -    | -    | -    | -    |

## Política
| Període      | Nom de l'alcalde/-essa   | Partit polític                                    | Data de possessió |
| ------------ | ------------------------ | ------------------------------------------------- | ----------------- |
| 1979 - 1983  | Miquel Carrera i Freixa  | Grup d'Independents de Folgueroles                | 19/04/1979        |
| 1983 - 1987  | Miquel Carrera i Freixa  | CiU                                               | 28/05/1983        |
| 1987 - 1991  | Miquel Masramon Tenas    | CiU                                               | 30/06/1987        |
| 1991 - 1995  | Gil Orriols Puig         | IPMO (Independents pel progres municipal d'osona) | 15/06/1991        |
| 1995 - 1999  | Gil Orriols Puig         | Partit dels Socialistes de Catalunya PSC          | 17/06/1995        |
| 1999 - 2003  | Gil Orriols Puig         | Partit dels Socialistes de Catalunya PSC          | 03/07/1999        |
| 2003 - 2007  | Antoni Noguer Carvellada | PSC                                               | 14/06/2003        |
| 2007 - 2011  | Carles Baronet Aldabó    | Independents per Folgueroles                      | 16/06/2007        |
| 2011 - 2015  | Carles Baronet Aldabó    | Independents per Folgueroles                      | 11/06/2011        |
| 2015 - 2019  | Carles Baronet Aldabó    | n/d                                               | 13/06/2015        |
| 2019 - 2023  | Xavier Roviró i Alemany  | n/d                                               | 15/06/2019        |
| Des del 2023 | n/d                      | n/d                                               | 17/06/2023        |

## Personatges
- Jacint Verdaguer i Santaló (1845 - 1902), poeta romàntic, adscrit a la generació de la Restauració de 1874.
- Joan Farré i Oliver (1957), mestre cisteller.
- Anna Dodas i Noguer (1962 - 1986), poeta premiada i assagista, morta prematurament.
- Joan Nani Roma Cararach (1972), pilot de motos i cotxes, guanyador del Ral·li Dakar en les dues categories (Motos el 2004 i Cotxes el 2014)